# Partido Patriotico di Aruba
Partido Patriotico di Aruba (Nederlands: Arubaanse Patriottische Partij), algemeen bekend als PPA, is een Arubaanse politieke partij. Het is de op een na oudste nog actieve politieke partij op Aruba. De partij was tussen 2005 en 2024 niet vertegenwoordigd in de Staten van Aruba, maar haalde bij de Statenverkiezingen van december 2024 weer een zetel.

## Ontstaan en ontwikkeling

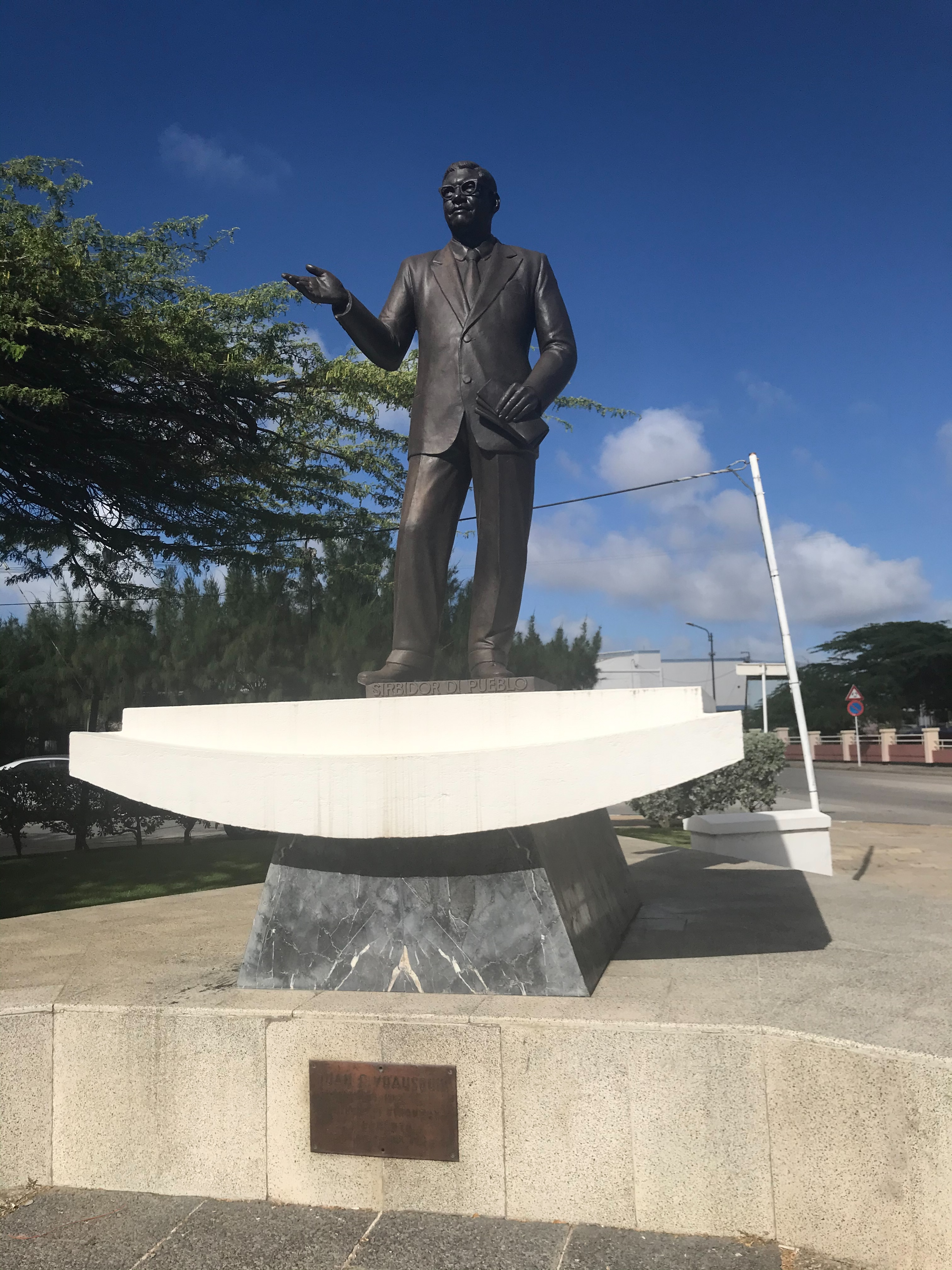
Standbeeld van J.E. Irausquin van de beeldhouwer Carlo Pisi, onthuld in 1968 te Oranjestad, J.E. Irausquinplein.

De partij is ontstaan in 23 oktober 1949 na afsplitsing van de AVP. Oprichter was Juancho Irausquin, bankdirecteur en voormalig politicus namens de AVP. Het jaar 1949 was een roerig jaar voor de Arubaanse politiek; de aanvankelijk toegezegde zetelverdeling in de Staten van de Nederlandse Antillen van 8-8 werd door de zgn. interimregeling getorpedeerd. Dit leidde tot een tweedeling in de AVP; partijleider Shon Henny maakte er geen bezwaar tegen, maar Irausquin vond het een reden om uit de partij te treden en een eigen partij op te richten. In de beginselverklaring van de PPA is het oorspronkelijke AVP-verkiezingsprogramma van 1949 volledig verwerkt. De PPA was de eerste partij op sociaaldemocratische grondslag en was tevens voorstander van de autonomie van Aruba op basis van het rapport van Poelje. Haar formele oprichting vond plaats op 8 augustus 1950; in 2004 werd deze rechtspersoon opgevolgd door Partido Patriotico di Aruba (ook afgekort PPA).

PPA was van 1955 tot 1975 de grootste partij van Aruba. Zij is vooral bekend als de grote stemmentrekker uit San Nicolas en omgeving. In 1968 wordt een jongerenafdeling opgericht onder de naam "Hubentud Patriotico Arubano" (HPA). De HPA gaf het maandblad "Vanguardia" uit. Ook was er een vrouwenvleugel die onder leiding van Yvonne Tromp in de jaren 70 van de 20ste eeuw vrouwenbijeenkomsten organiseerde. In 1963 leverde de PPA de eerste vrouwelijke eilandsraadlid, Maria Irausquin-Wajcberg, die met voorkeurstemmen gekozen werd. Later in 1969 leverde de partij de enige Arubaanse premier van de Nederlandse Antillen in de persoon van Ernesto Petronia. Ook stelde zij als enige Arubaanse partij een vrouw aan als minister van de Nederlandse Antillen: Faustina Frank (1976-1979) en Margo Croes (1982-1984).

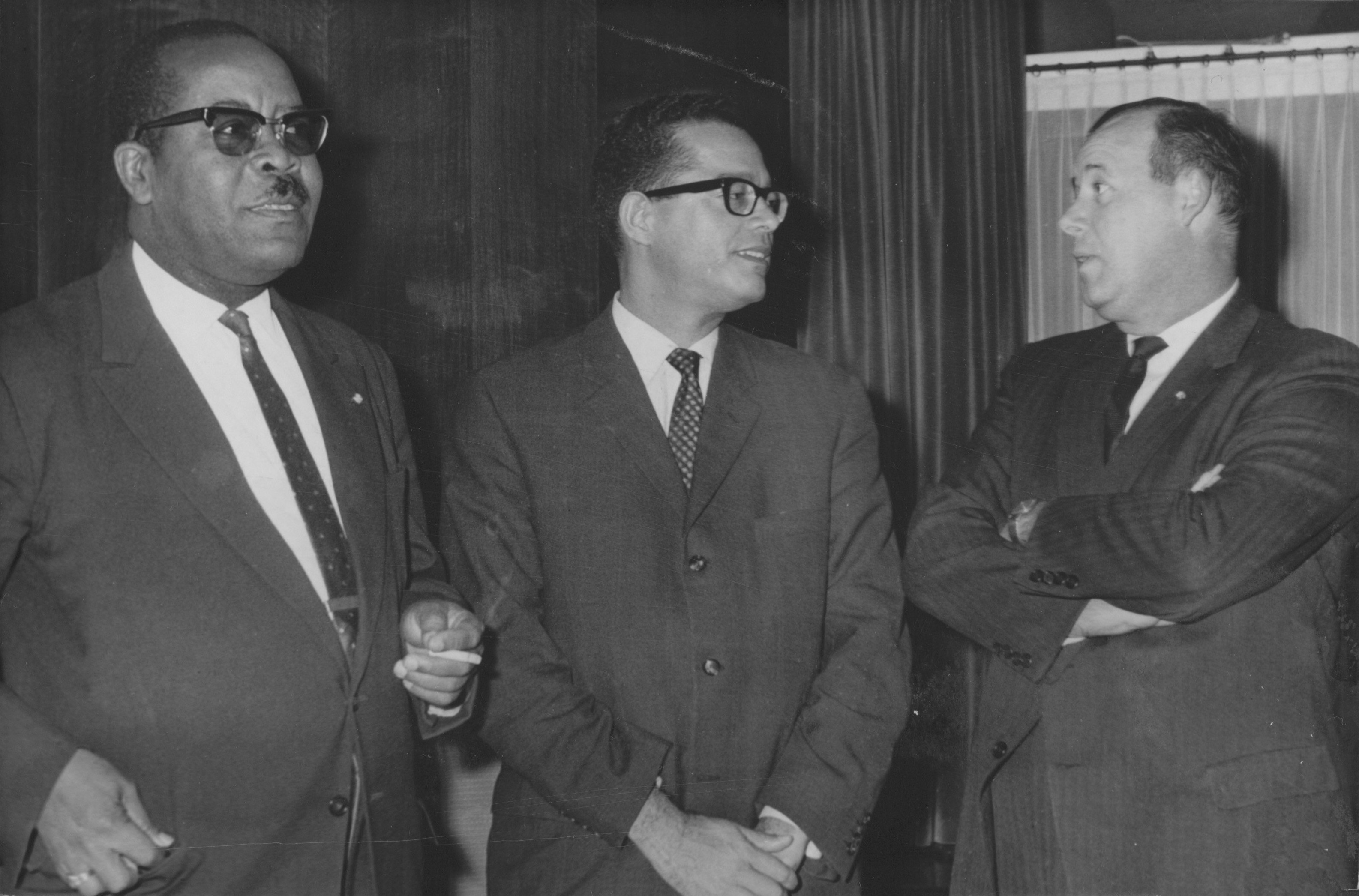
Partijkopstukken uit 1964 (l. naar r.): Ernesto Petronia, Jossy Tromp en Oscar Henriquez

Enkele andere prominenten uit de partij zijn: Lope Beaujon, Freddy Beaujon, Oscar Henriquez, Wem Lampe, Jossy Tromp, Hubert Dennert, Osbaldo Croes, Leo Chance, Dominico Tromp, Coby Alders, Virgilio Kock, Max Croes, John Merryweather, Euladio Nicolaas, Eddy Werleman en Benny Nisbet.

## Deelname aan verkiezingen

### Behaalde stemmen en zetels
| Staten van de Nederlandse Antillen                      | Staten van de Nederlandse Antillen | Staten van de Nederlandse Antillen | Eilandsraad van Aruba | Eilandsraad van Aruba | Eilandsraad van Aruba | Staten van Aruba | Staten van Aruba | Staten van Aruba |
| Verkiezingsjaar                                         | Stemmen                            | Zetels (8)                         | Verkiezingsjaar       | Stemmen               | Zetels (21)           | Verkiezingsjaar  | Stemmen          | Zetels (21)      |
| ------------------------------------------------------- | ---------------------------------- | ---------------------------------- | --------------------- | --------------------- | --------------------- | ---------------- | ---------------- | ---------------- |
| 1950                                                    | 3.063                              | 2                                  | 1951                  | 4.445                 | 8                     | 1985             | 4.499            | 2                |
| 1954                                                    | 8.412                              | 5                                  | 1955                  | 9.627                 | 15                    | 1989             | 1.772            | 1                |
| 1958                                                    | 9.912                              | 5                                  | 1959                  | 9.893                 | 12                    | 1993             | 2.094            | 1                |
| 1962                                                    | 10.613                             | 5                                  | 1963                  | 11.662                | 13                    | 1994             | 1.751            | -                |
| 1966                                                    | 9.384                              | 4                                  | 1967                  | 10.962                | 10                    | 1997             | 2.052            | -                |
| 1969                                                    | 11.077                             | 4                                  | 1971                  | 12.044                | 11                    | 2001             | 4.598            | 2                |
| 1973                                                    | 11.165                             | 3                                  | 1975                  | 10.741                | 7                     | 2005             | 1.092            | -                |
| 1977                                                    | 9.169                              | 3                                  | 1979                  | 4.867                 | 3                     | 2009             | 611              | -                |
| 1979                                                    | 4.048                              | 1                                  | 1983                  | 5.354                 | 3                     | 2013             | 506              | -                |
| 1982                                                    | 4.935                              | 1                                  |                       |                       |                       | 2017             | 656              | -                |
|                                                         |                                    |                                    |                       |                       |                       | 2021             | 1.809            | -                |
|                                                         |                                    |                                    |                       |                       |                       | 2024             | 3.538            | 1                |
| Bron:Partijen en verkiezingen op www.historiadiaruba.aw |                                    |                                    |                       |                       |                       |                  |                  |                  |

### Eilandsraad van Aruba
De PPA was tussen 1955 en 1975 de grootste partij in de eilandsraad van Aruba en was vanaf 1951 tot 1986 onafgebroken vertegenwoordigd in deze raad. Ook maakte zij gedurende 18 jaren deel uit van het Arubaans Bestuurscollege: van 1955 tot 1967 en van 1970 tot 1975. Met de invoering van de ERNA kreeg Aruba in 1951 een eigen eilandsraad en bestuurscollege. De eilandsraad ging bij het ingaan van de Status aparte op 1 januari 1986 over in de Staten van Aruba. Bij de eerste eilandsraadverkiezingen in 1951 behaalde de PPA 8 van de 21 zetels en eindigde als tweede grootste partij. In de jaren daarop groeide zij onder leiding van Juancho Irausquin uit tot de grootste partij in Aruba. In 1955 haalde zij maar liefs 15 raadszetels binnen; een kolossale overwinning die zich sindsdien niet meer vertoond heeft in de Arubaanse politieke geschiedenis. Haar populariteit had de partij grotendeels te danken aan de diversiteit van de kandidaten, kiesgerechtigden van binnen als buiten Aruba afkomstig, die zij op haar verkiezingslijst plaatste en die hierdoor met voorkeursstemmen een plaats in de politiek konden innemen. In de verkiezingen van 1959, 1963 en 1967 behield de PPA de positie van grootste partij. In 1967 ging zij evenwel in oppositie nadat de overige partijen, die opnieuw meer eilandelijke zelfstandigheid opeisten, zich onder aanvoering van de AVP verenigden. Ook in 1971 bleef zij de sterkste partij doch verloor terrein in Noord, Tanki Leendert en Santa Cruz. Na de snelle opkomst van de MEP en de interne strubbelingen binnen de partij werd de PPA in 1975 verstoten naar een tweede positie toen zij 4 van de 11 zetels verloor. In 1979 verloor zij wederom 4 zetels en zakte met de 3 behouden zetels af naar een derde positie, na de partijen MEP en AVP. Deze positie wist zij te handhaven tot 1987.

### Staten van Aruba
Na de invoering van de status aparte van Aruba op 1 januari 1986 heeft de PPA meegeregeerd in de kabinetten Henny Eman I (1986-1987), Oduber I  en Oduber II (1989-1994). In 1987 zegden de PPA-statenleden Werleman en Jansen hun steun op aan hun eigen minister Benny Nisbet, splitsten zich vervolgens van de partij af en richtten de Partido Patriotico Nacional (PPN) op. Bij de verkiezingen in 1994 verloor de partij haar enige zetel in het parlement. In 2001 wist zij weer twee zetels te behalen, maar belandde in de oppositie. 
Bij de verkiezingen van 2005 verdween de PPA uit het Arubaanse parlement. Vlak voor deze verkiezingen hadden enkele partijleden onder leiding van Monica Kock de partij verlaten en de MPA opgericht. De partij wist bij de daaropvolgende verkiezingen in 2009, 2013 en in 2017 op een combinatielijst met UPP, geen zetel te bemachtigen. Na het overlijden eind 2020 van partijleider Benny Nisbet werd Eddy Bennett zijn opvolger. In de aanloop naar de vervroegde verkiezingen van 2021 nam Lisette Malmberg in april 2021 het politiek leiderschap over. Maar ook bij deze verkiezingen slaagde PPA er niet in een zetel te behalen, al was het aantal kiezers fors hoger dan bij eerdere verkiezingen. Malmberg verliet de partij en de politiek eind januari 2023. Na terugkeer in de politiek in 2024 werd Otmar Oduber partijleider en lijsttrekker van de vervroegde verkiezingen van 6 december 2024. Onder zijn leiding haalde PPA voor het eerst in twee decennia weer een zetel.

## Organisatie
Lijst van lijsttrekkers
- 1949-1962 Juancho Irausquin
- 1963-1966 Wem Lampe
- 1967-1969 Jossy Tromp
- 1971 Hubert Dennert
- 1973 Osbaldo Croes
- 1975-1977 Dominico Tromp
- 1979 Virgilio Kock (eilandsraadverkiezingen)
- 1979 Max Croes (statenverkiezingen)
- 1982-2013 Benny Nisbet
- 2017 Booshi Wever (combinatielijst met UPP)
- 2021-2023 Lisette Malmberg
- 2024-heden Otmar Oduber